# 何汝霖
何汝霖（1781年—1852年），字雨人，齋名知所止齋。祖籍江西大庾，江蘇江寧 (今南京)人，清朝大臣。嘉慶元年師從汪楫，十八年拔貢，初授工部七品小京官，簽分工部，營繕司行走；道光五年中舉人。歷任軍機章京、內閣侍讀學士、太常寺少卿、大理寺少卿、宗人府府丞、左副都御史、兵、戶、禮三部尚書。道光二十年，以大理寺少卿加三品銜在軍機大臣上學習行走。咸豐初年，何年逾七十，仍襄樞務，時陳孚恩由章京躋軍機大臣，一日在直，何觸火爐幾仆。陳譏笑：「人當避爐，爐豈能避人? 」二年，以足疾乞罷直；未幾，卒，贈太子太保，諡恪慎。

## 延伸阅读
[在维基数据编辑]
 《清史稿·卷375》，出自趙爾巽《清史稿》